# Hrabstwo Dane
Hrabstwo Dane (ang. Dane County) – hrabstwo w stanie Wisconsin w Stanach Zjednoczonych.
Obszar całkowity hrabstwa obejmuje powierzchnię 1238,32 mil² (3207,23 km²). Według szacunków United States Census Bureau w roku 2009 miało 491 357 mieszkańców. Jego siedzibą administracyjną jest Madison.
Hrabstwo zostało utworzone w 1836. Nazwa pochodzi od nazwiska Nathana Dane’a, który m.in. przyczynił się do powstania stanu Wisconsin.
Na obszarze hrabstwa znajdują się rzeki Little Sugar, Sugar, Yahara, Maunesha, Pecatonica oraz 36 jezior.

## Miasta
| Miasta | Miasta | Wioski |
| --- | --- | --- |
| - Albion - Berry - Black Earth - Blooming Grove - Blue Mounds - Bristol - Burke - Christiana - Cottage Grove - Cross Plains - Dane - Deerfield - Dunkirk - Dunn - Fitchburg - Madison – city - Madison – town - Mazomanie - Middleton – city - Middleton – town | - Medina - Monona - Montrose - Oregon - Perry - Pleasant Springs - Primrose - Roxbury - Rutland - Springdale - Springfield - Stoughton - Sun Prairie – city - Sun Prairie – town - Vermont - Verona – city - Verona – town - Vienna - Westport - York | - Brooklyn - Black Earth - Blue Mounds - Cambridge - Cottage Grove - Cross Plains - Dane - Deerfield - DeForest - Maple Bluff - Marshall - Mazomanie - McFarland - Mount Horeb - Oregon - Rockdale - Shorewood Hills - Waunakee - Windsor |